# Torymus veronicae
Torymus veronicae är en stekelart som beskrevs av Ruschka 1921. Torymus veronicae ingår i släktet Torymus och familjen gallglanssteklar. Inga underarter finns listade i Catalogue of Life.